# Villa Heine

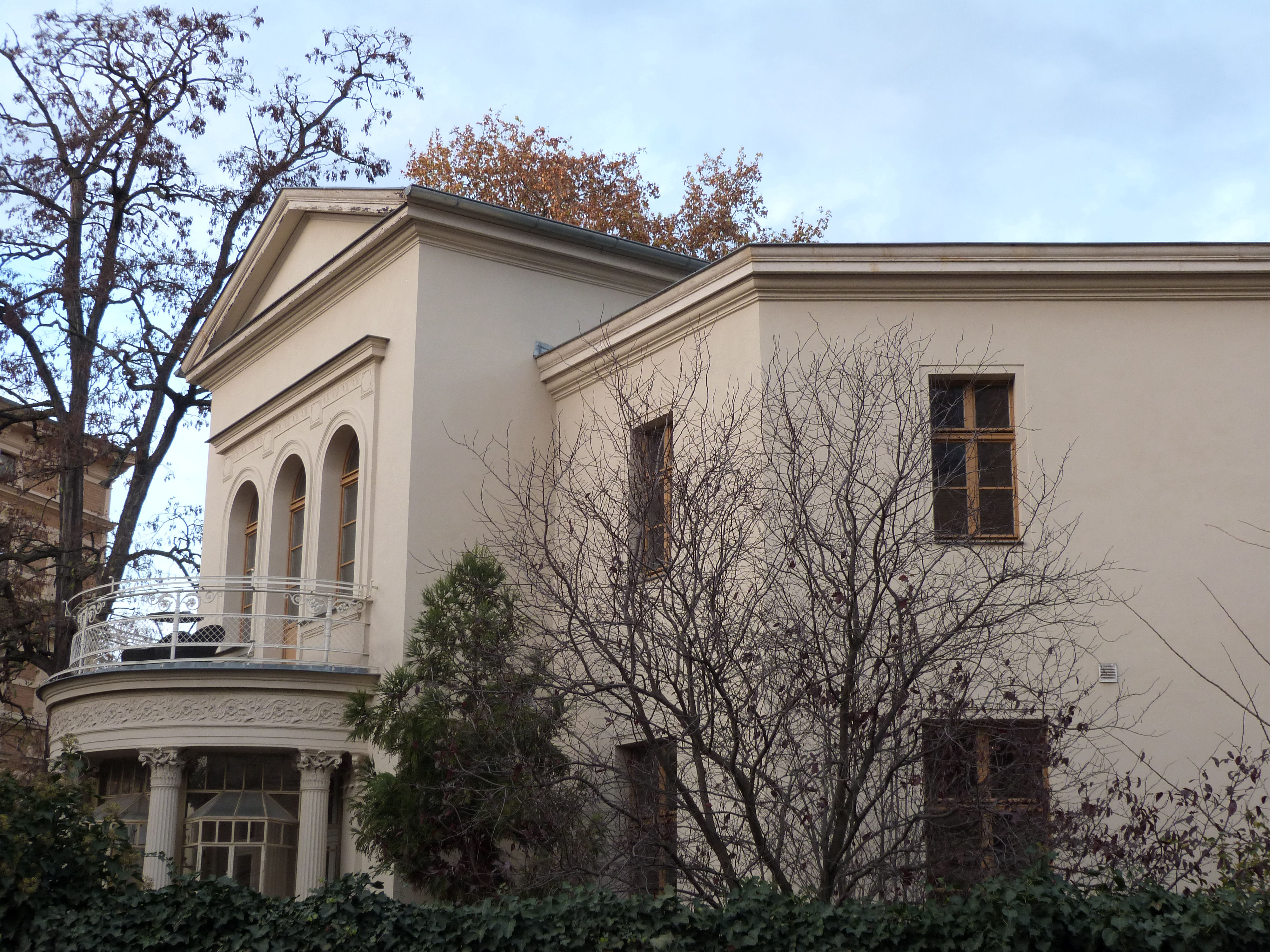
Ansicht von der Luisenstraße

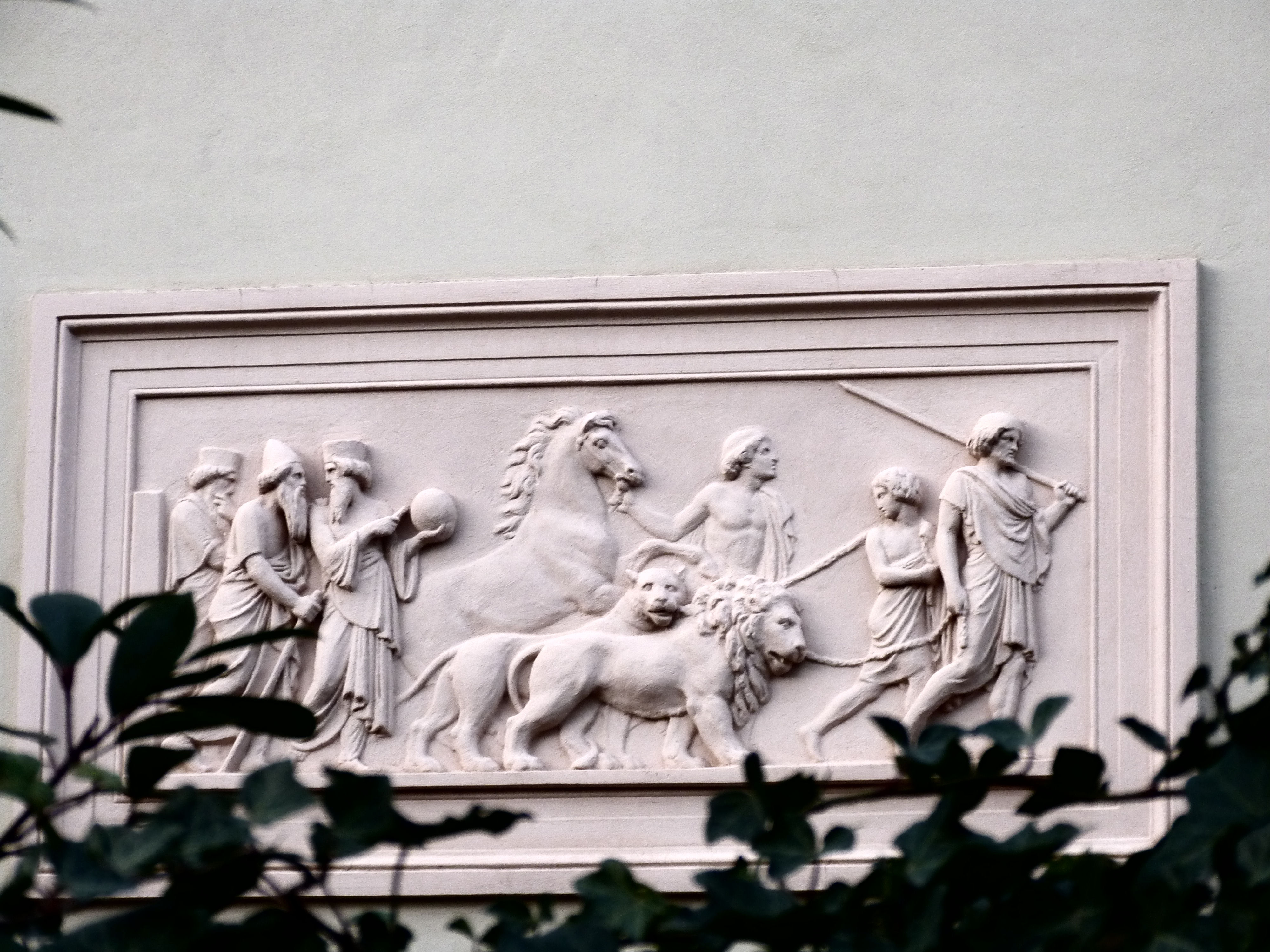
Relief mit Motiven aus dem Alexanderzug von Bertel Thorvaldsen am rechten Seitenflügel

Die Villa Heine ist eine 1864/1865 im Stil des Klassizismus in Halle (Saale) erbaute, heute denkmalgeschützte Villa, die ein wichtiges Zeugnis des frühen halleschen Villenbaus der Saalestadt darstellt. Im Denkmalverzeichnis der Stadt Halle ist die Villa unter der Erfassungsnummer 094 04555 verzeichnet.

## Lage
Die Villa mit der Adresse Luisenstraße 1 befindet sich im Stadtviertel Nördliche Innenstadt auf dem westlichen Eckgrundstück an der Kreuzung zwischen Luisenstraße und Adam-Kuckhoff-Straße. Die Luisenstraße wurde Mitte der 1860er Jahre als reine Wohnstraße angelegt und verläuft im nördlichen Teil des ehemaligen Luckenviertels von West nach Ost. Das Viertel entwickelte sich ab diesem Zeitpunkt zu einem besonders von Universitätsprofessoren bevorzugten Wohnquartier. In unmittelbarer Nachbarschaft befindet sich das in den Jahren 1867/68 erbaute Stadtgymnasium, die heutige Integrierte Gesamtschule (IGS).

## Baugeschichte
In den vierziger Jahres des 19. Jahrhunderts hatte der Bankier Ludwig Lehmann – mit vorausschauendem Blick auf die zukünftige städtebauliche Entwicklung – große Teile des nordöstlich vor den Toren der Altstadt gelegenen Areals an der „Lucke“ aufgekauft, um diese später gewinnbringend zu veräußern.
Als man ca. 20 Jahre später begann, das sogenannte Luckenviertel baulich zu erschließen und Straßen anzulegen, erwarb der hallesche Maurermeister und Bauspekulant Eduard Steinhauf ein Grundstück, um darauf in den Jahren 1864/1865 eine repräsentative Villa – mit dem Ziel diese danach zu verkaufen – zu erbauen.
Nach dem preußischen Gewerbegesetz von 1849 durften Baugewerksmeister auch ohne akademische Bildung baupolizeilich gültige Entwürfe anfertigen. In diesem Zusammenhang schreckte man auch nicht vor geistigem Diebstahl zurück. In zahlreichen Baufachzeitschriften publizierten zur damaligen Zeit namhafte Architekten umfangreiche Entwürfe ihrer Projekte, die von Bauhandwerkern aufgegriffen und nachgebaut wurden.
Auch die von Steinhauf erbaute hallesche Villa ist eine Replik, und zwar die der Villa Viktoriastraße 14 des bedeutenden Berliner Architekten Friedrich Hitzig. Grundrisse und eine perspektivische Ansicht des Hauses veröffentlichte Hitzig im Jahrgang 1858 der „Zeitschrift für Bauwesen“. Auch der Villenentwurf Hitzigs war für ein Eckgrundstück vorgesehen. Das mag den Maurermeister Steinhauf bewogen haben, diese Villa – abgesehen von einigen gröberen Details – nach den veröffentlichten Plänen originalgetreu in Halle zu kopieren.
Steinhauf gelang es jedoch erst drei Jahre nach Vollendung des Hauses dieses zu verkaufen. Im Jahre 1868 erwarb als erster Besitzer der Universitätsprofessor für Mathematik, Eduard Heine, die Villa.

## Architektur und Ausstattung
Die von Friedrich Hitzig entworfene Villa steht im Stil der sogenannten „Hellenischen Renaissance“. Diese Stilrichtung, eine Weiterentwicklung der Schinkelschen spätklassizistischen Architekturauffassung, zeichnet sich durch eine lebhafte Gruppierung der Baukörper, zahlreiche An- und Ausbauten und eine größere Schmuckfülle aus, was dem Geltungsbedürfnis seiner Auftraggeber entgegenkam.
Bei der Replik in der halleschen Luisenstraße handelt es sich um einen zweigeschossigen Putzbau mit einem auf den ersten Blick unregelmäßigen, aber genial der Ecklage angepassten originellen Grundriss. Die Grundfigur ist ein rhombenartig verzogenes Quadrat, dessen Seiten dem Straßenverlauf folgen und dessen Spitze auf die Kreuzung gerichtet ist. Diese Spitze wurde abgeschnitten und die so entstandene Fläche zur Hauptschauseite aufgewertet.
Von diesem Mitteltrakt gehen zwei stumpfwinklig abgeknickte Seitenflügel ab. Straßenseitig tritt aus dem Mittelrisalit ein schön proportionierter halbrunder Altan mit korinthischen Säulen hervor. Von den Säulen wird ein Balkon mit gusseisernem Geländer getragen. Dahinter befindet sich eine bemerkenswerte Dreiergruppe von Rundbogenfenstern, voneinander getrennt durch Pilaster. Das bekrönende Giebeldreieck besaß ursprünglich einen verlorenen Stuckdekor und einer Zier aus Akroterien.
Im Mitteltrakt befanden sich Speisezimmer und Salon; in den Flügeln Wohn- und Schlafräume sowie die Küche. In den Zwickeln waren Korridor und Bade-Kabinett untergebracht. Das Obergeschoss nahm das Arbeitszimmer des Hausherrn, wie auch Kinder-, Schlaf- und Fremdenzimmer ein. Das Gebäude war bereits vollständig unterkellert; hier befanden sich das Waschhaus, Wirtschafts- und Vorratsräume.

## Weitere Entwicklung
Nach dem Tod von Eduard Heine im Jahre 1881 und seiner Frau im Jahre 1896 verkaufte die Tochter Anselma das Haus und zog nach Berlin. Neuer Besitzer wurde der Bankier Paul Schauseil, der im Jahre 1907 an der hinteren Front einen kleinen Erker anbringen ließ. Nach seinem Tod übernahm vermutlich dessen Tochter das Haus. Unklar ist, wie lange es im Besitz des Schauseils blieb.
Nach dem Zweiten Weltkrieg wurde die Villa der Sitz von Offizieren der sowjetischen Besatzungstruppen. Nennenswerte Instandhaltungsarbeiten wurden in dieser und der nachfolgenden Zeit nicht durchgeführt. Zeitweise bewohnten drei Familien das Haus; von der ursprünglichen Raumaufteilung ist kaum noch etwas erhalten.
Heute befindet sich die kleine Eckvilla nach einer Restaurierung wieder in einem ansehnlichen Zustand. Allerdings sind zahlreiche Schmuckformen, wie das Relief des Giebelfeldes, verloren gegangen und die Fassadengestaltung wurde reduziert.
Hitzigs modellgebende Tiergarten-Villa hat den Zweiten Weltkrieg nicht überstanden, jedoch ist mit der halleschen Villa Heine ein bedeutendes Beispiel bürgerlicher Villenbaukunst – gleichzeitig ein Zeugnis serieller Spekulationsarchitektur des 19. Jahrhunderts, in dem Urheberrechte wenig galten – erhalten geblieben.

## Sonstiges
Eine der vier Töchter Eduard Heines, Anselma Heine, die zu einer namhaften Schriftstellerin wurde, schildert in ihren 1926 veröffentlichten Erinnerungen „Mein Rundgang“ auch den Alltag in ihrem Vaterhaus und vergleicht dieses wegen seines Grundrisses mit einem Schmetterling: 

„Wie ein großer weißer Schmetterling hob sich das Gebäude mit seinen zwei Säulenbalkons und den beiden nach hinten gebogenen Flügeln vom Grün des Gartens ab.“